# Luisa di Anhalt-Bernburg
Guglielmina Luisa di Anhalt-Köthen (Ballenstedt, 30 ottobre 1799 – Eller, 9 dicembre 1882) fu una nobile dell'Anhalt-Bernburg e principessa prussiana dal 1817.

## Biografia
Era figlia di Alessio Federico Cristiano di Anhalt-Bernburg, e della prima moglie, Maria Federica d'Assia-Kassel. Al Ballenstedter Hof Luisa ebbe contatti con la pittrice Caroline Bardua, sviluppando un talento nella pittura.
Nel 1817 i suoi genitori divorziarono. Suo padre si risposò altre due volte.

### Matrimonio
Venne data in sposa ad un membro della famiglia reale prussiana, al principe Federico Guglielmo Ludovico di Prussia, il cui nonno era Federico Guglielmo II di Prussia. Il matrimonio, che sanciva l'unione delle due grandi dinastie degli Ascanidi e degli Hohenzollern, venne celebrato a Ballenstedt il 21 novembre 1817.
Inizialmente la coppia visse a Berlino. Siccome suo marito era un comandante di divisione di Düsseldorf, Luisa ha vissuto dal 1821 a Schloss Jägerhof e in estate a Benrath o al Castello di Rheinstein, che nel 1827 venne ampliato. La coppia ha promosso le arti e ha avuto un'influenza significativa sulla vita culturale di Düsseldorf. Nel Residenzstadt, la principessa Luisa ricevette lezioni di disegno e pittura da Wilhelm Kaulbach, Theodor Hildebrandt, Caspar Scheuren e Friedrich Heunert.
Tra il 1834 e il 1835, la principessa Luisa fece costruire la Klemenskirche a Trechtingshausen sotto il Castello di Rheinstein. Nel 1837, è stata madrina della "scuola superiore privata per le ragazze protestanti" di nuova costituzione a Düsseldorf, che in suo onore venne battezzata Luisenschule (oggi Luisen-Gymnasium).
Nel 1843, acquisì il castello di Eller vicino a Düsseldorf, dove si ritirò per dedicarsi alla pittura. A causa della rivoluzione del 1848, tuttavia, il principe Federico fu richiamato a Berlino con la sua famiglia. Quando Luisa tornò a Düsseldorf per un festival musicale nell'estate del 1855, una neuropatia cronica le impedì di tornare a Berlino, e rimase stabilmente con un piccolo seguito fino alla sua morte a Schloss Eller. La sua progressiva malattia mentale, che aveva ereditato da sua madre, fu trattata con grande discrezione. Luisa era una dei pazienti più importanti del medico omeopatico Samuel Hahnemann, con il quale aveva una corrispondenza dettagliata. Il marito rimase a Berlino, ma giungeva ogni anno a visitarla, per festeggiare il suo compleanno a Eller. Ogni volta che era in grado, presenziava al servizio religioso nella chiesa del villaggio di Urdenbach.

### Morte
Nel luglio del 1863 muore suo marito e solo tre settimane dopo muore il suo unico fratello, il duca Alessandro Carlo di Anhalt-Bernburg. Morì il 9 dicembre 1882 a Schloss Eller. Fu sepolta accanto a suo marito nella cripta della cappella di Burg Rheinstein.
Il Museo della città di Düsseldorf possiede molti dei suoi disegni e acquerelli, che ha presentato da marzo ad aprile del 1998 in una mostra e che sono stati poi mostrati da luglio ad agosto del 1999 nelle terme romane di Potsdam.

## Discendenza
Luisa e Federico ebbero due figli:
- Federico Guglielmo Ludovico Alessandro (21 giugno 1820-4 gennaio 1896);
- Federico Guglielmo Giorgio Ernesto (12 febbraio 1826-2 maggio 1902).

## Ascendenza
|                                                       |                            |                                                      | Genitori                                                      |  |  | Nonni |  |  | Bisnonni                             |  |  | Trisnonni                         |  |
|                                                       |                            |                                                      |                                                               |  |  |       |  |  | Vittorio Federico di Anhalt-Bernburg |  |  | Carlo Federico di Anhalt-Bernburg |  |
|                                                       |                            |                                                      |                                                               |  |  |       |  |  | Vittorio Federico di Anhalt-Bernburg |  |  | Carlo Federico di Anhalt-Bernburg |  |
|                                                       |                            | Sofia Albertina di Solms-Sonnenwalde                 |                                                               |  |  |       |  |  | Vittorio Federico di Anhalt-Bernburg |  |  |                                   |  |
| Federico Alberto di Anhalt-Bernburg                   |                            |                                                      |                                                               |  |  |       |  |  | Vittorio Federico di Anhalt-Bernburg |  |  |                                   |  |
|                                                       |                            | Albertina di Brandenburg-Schwedt                     | Alberto Federico di Brandeburgo-Schwedt                       |  |  |       |  |  |                                      |  |  |                                   |  |
|                                                       |                            | Albertina di Brandenburg-Schwedt                     | Alberto Federico di Brandeburgo-Schwedt                       |  |  |       |  |  |                                      |  |  |                                   |  |
|                                                       |                            | Albertina di Brandenburg-Schwedt                     | Maria Dorotea di Curlandia                                    |  |  |       |  |  |                                      |  |  |                                   |  |
| Alessio Federico Cristiano di Anhalt-Bernburg         |                            | Albertina di Brandenburg-Schwedt                     |                                                               |  |  |       |  |  |                                      |  |  |                                   |  |
|                                                       |                            | Federico Carlo di Schleswig-Holstein-Sonderburg-Plön | Cristiano Carlo di Schleswig-Holstein-Sonderburg-Plön-Norburg |  |  |       |  |  |                                      |  |  |                                   |  |
|                                                       |                            | Federico Carlo di Schleswig-Holstein-Sonderburg-Plön | Cristiano Carlo di Schleswig-Holstein-Sonderburg-Plön-Norburg |  |  |       |  |  |                                      |  |  |                                   |  |
|                                                       |                            | Federico Carlo di Schleswig-Holstein-Sonderburg-Plön | Dorothea Christina von Aichelberg                             |  |  |       |  |  |                                      |  |  |                                   |  |
| Luisa Albertina di Schleswig-Holstein-Sonderburg-Plön |                            | Federico Carlo di Schleswig-Holstein-Sonderburg-Plön |                                                               |  |  |       |  |  |                                      |  |  |                                   |  |
|                                                       |                            | Cristiana Irmingarda Reventlow                       | Christian Detlev Reventlow                                    |  |  |       |  |  |                                      |  |  |                                   |  |
|                                                       |                            | Cristiana Irmingarda Reventlow                       | Christian Detlev Reventlow                                    |  |  |       |  |  |                                      |  |  |                                   |  |
|                                                       |                            | Cristiana Irmingarda Reventlow                       | Benedikta Margarethe von Brockdorff                           |  |  |       |  |  |                                      |  |  |                                   |  |
| Luisa di Anhalt-Bernburg                              |                            | Cristiana Irmingarda Reventlow                       |                                                               |  |  |       |  |  |                                      |  |  |                                   |  |
|                                                       | Federico II d'Assia-Kassel | Guglielmo VIII d'Assia-Kassel                        |                                                               |  |  |       |  |  |                                      |  |  |                                   |  |
|                                                       | Federico II d'Assia-Kassel | Guglielmo VIII d'Assia-Kassel                        |                                                               |  |  |       |  |  |                                      |  |  |                                   |  |
|                                                       | Federico II d'Assia-Kassel | Dorotea Guglielmina di Sassonia-Zeitz                |                                                               |  |  |       |  |  |                                      |  |  |                                   |  |
| Guglielmo I d'Assia-Kassel                            | Federico II d'Assia-Kassel |                                                      |                                                               |  |  |       |  |  |                                      |  |  |                                   |  |
|                                                       |                            | Maria di Hannover                                    | Giorgio II di Gran Bretagna                                   |  |  |       |  |  |                                      |  |  |                                   |  |
|                                                       |                            | Maria di Hannover                                    | Giorgio II di Gran Bretagna                                   |  |  |       |  |  |                                      |  |  |                                   |  |
|                                                       |                            | Maria di Hannover                                    | Carolina di Brandeburgo-Ansbach                               |  |  |       |  |  |                                      |  |  |                                   |  |
| Maria Federica d'Assia-Kassel                         |                            | Maria di Hannover                                    |                                                               |  |  |       |  |  |                                      |  |  |                                   |  |
|                                                       |                            | Federico V di Danimarca                              | Cristiano VI di Danimarca                                     |  |  |       |  |  |                                      |  |  |                                   |  |
|                                                       |                            | Federico V di Danimarca                              | Cristiano VI di Danimarca                                     |  |  |       |  |  |                                      |  |  |                                   |  |
|                                                       |                            | Federico V di Danimarca                              | Sofia Maddalena di Brandeburgo-Kulmbach                       |  |  |       |  |  |                                      |  |  |                                   |  |
| Guglielmina Carolina di Danimarca                     |                            | Federico V di Danimarca                              |                                                               |  |  |       |  |  |                                      |  |  |                                   |  |
|                                                       |                            | Luisa di Hannover                                    | Giorgio II di Gran Bretagna                                   |  |  |       |  |  |                                      |  |  |                                   |  |
|                                                       |                            | Luisa di Hannover                                    | Giorgio II di Gran Bretagna                                   |  |  |       |  |  |                                      |  |  |                                   |  |
|                                                       |                            | Luisa di Hannover                                    | Carolina di Brandeburgo-Ansbach                               |  |  |       |  |  |                                      |  |  |                                   |  |
|                                                       |                            | Luisa di Hannover                                    |                                                               |  |  |       |  |  |                                      |  |  |                                   |  |